# Costantino Munari
Costantino Munari (Calto, 1º gennaio 1772 – Calto, 2 ottobre 1837) è stato un patriota italiano, dottore in filosofia, diritto civile, diritto canonico e medicina.

## Biografia
Secondo la testimonianza di Piero Maroncelli, riferita dalle Memorie di Alessandro Andryane nel 1861, Munari, nel corso degli studi compiuti presso le Università di Bologna e di Padova, soprattutto dopo la Rivoluzione francese, spinse la sua adesione nei confronti dell'idea repubblicana in una forma molto rigida, rafforzata e aggiornata con la lettura degli illuministi, specialmente Voltaire e Jean-Jacques Rousseau.
Nonostante i suoi contatti parigini e le simpatie bonapartiste, rimase deluso dalla fine del dominio francese e dalla fallita guerra napoletana contro gli austriaci nel 1815 lanciata da Gioacchino Murat, ritirandosi nella sua Calto pur rimanendo in contatto con gli amici carbonari. Non passarono che due anni, quando a Bologna fu incaricato di scrivere il progetto della Costituzione latina, di ispirazione rousseauina, dove il bene comune era affidato alla patria governata da un senato di cinque uomini (i "Supremi maestri dell'Adelfia"): si trattava in pratica di un piano per riorganizzare l'Italia, una volta liberata, in undici regioni attraverso una magistratuira. Gli austriaci ben presto scoprirono la "tresca" ed arrestarono Munari il 20 dicembre 1818 in seguito alle ammissioni sotto tortura del carbonaro Antonio Villa.
Al maxiprocesso fu accomunato alla cosiddetta "vendita", una setta di carbonari, sorta a Fratta Polesine, vicenda che ci riporta alla pagina dei patrioti della Repubblica Cispadana, della Repubblica Cisalpina e dei cospiratori emiliani. Egli negò sempre, davanti al giudice istruttore Antonio Salvotti, di aver aderito alla carboneria e tanto meno di aver pronunciato il giuramento di affiliazione a quella società, anche se si contraddisse in relazione all'applicazione della Costituzione latina. Ciò lo rese fortemente sospetto di poter essere depositario di molti segreti sul movimento clandestino e sui collegamenti con potenze straniere.
Nei suoi frequenti viaggi a Parigi nel periodo dell'ultima parte della Rivoluzione, durante il Direttorio, era venuto in contatto con Filippo Buonarroti e Antonio Cristoforo Saliceti che con la nascita della Cispadana, conferì al Munari la carica di presidente della V Commissione Criminale d'alta Polizia, carica che gli consentì di sfogare tutto il suo giacobinismo, introducendo nella città di estense, tramite purghe, un vero e proprio "terrore". Munari venne infine condannato ed incarcerato nella Fortezza dello Spielberg con una pena di vent'anni. Venne graziato nel 1835, minato nella salute, tornò a Calto dove morì.